# Botandus
Botandus war von ca. 649 bis etwa 690 Bischof von Köln. Von ihm ist lediglich der Name überliefert.